# Easton (Connecticut)
Easton város az USA Connecticut államában, Fairfield megyében. Lakosainak száma 7605 fő (2020. április 1.).

## Népesség
A település népességének változása:

| 2010 | 7 490 |
| 2020 | 7 605 |